# Athabascagletsjer
De Athabascagletsjer is een van de zes belangrijkste uitlopers van het Columbia-ijsveld in de Canadese Rocky Mountains. De gletsjer is ongeveer 6 km lang en bestrijkt een gebied van 6 km². Het ijs is tussen de 90 en 300 meter dik. De Athabascagletsjer vloeit zijn water af ten westen van de berg Snow Dome.
De opwarming van het klimaat heeft er inmiddels voor gezorgd dat de gletsjer zich meer dan 1,5 km heeft teruggetrokken in de afgelopen 125 jaar en meer dan de helft van zijn volume is kwijtgeraakt. Momenteel trekt het zich met twee tot drie meter per jaar terug.
Vanwege de goede bereikbaarheid door de kleine afstand tot de Icefields Parkway (Highway 93), tussen de plaatsen Banff en Jasper, is het een van de meest bezochte gletsjers van Noord-Amerika. Het voorste deel van de gletsjer ligt op loopafstand. Parks Canada raadt toeristen af de gletsjer zelfstandig te betreden vanwege verborgen gletsjerspleten. De verborgen spleten hebben meerdere malen tot de dood van onvoorbereide toeristen geleid die hierin vielen en onderkoeld raakten.
Het Icefield Interpretive Centre staat aan de overkant van de gletsjer en is gesloten in de winter tussen midden oktober en midden april. Het wordt gebruikt voor de verkoop van kaarten voor bezichtiging met speciaal aangepaste bussen die een deel van de gletsjer oprijden.
- Library of Congress Control Number: sh85009102
- Nationale Bibliotheek van Israël: 987007294942305171
- Virtual International Authority File: 315526368